# إسماعيل محمد (ملاكم)
إسماعيل محمد (مواليد 4 سبتمبر 1960) هو ملاكم أفغانستاني سابق، مثّل بلاده في الألعاب الأولمبية الصيفية 1980 في منافسات وزن الريشة.

## روابط خارجية
إسماعيل محمد على موقع أوليمبيديا (الإنجليزية)